# Sphaerosoma
Sphaerosoma är ett släkte av svampar. Sphaerosoma ingår i familjen Pyronemataceae, ordningen skålsvampar, klassen Pezizomycetes, divisionen sporsäcksvampar och riket svampar.

## Källor

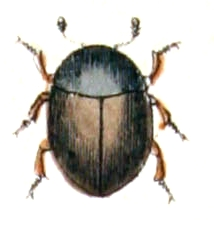
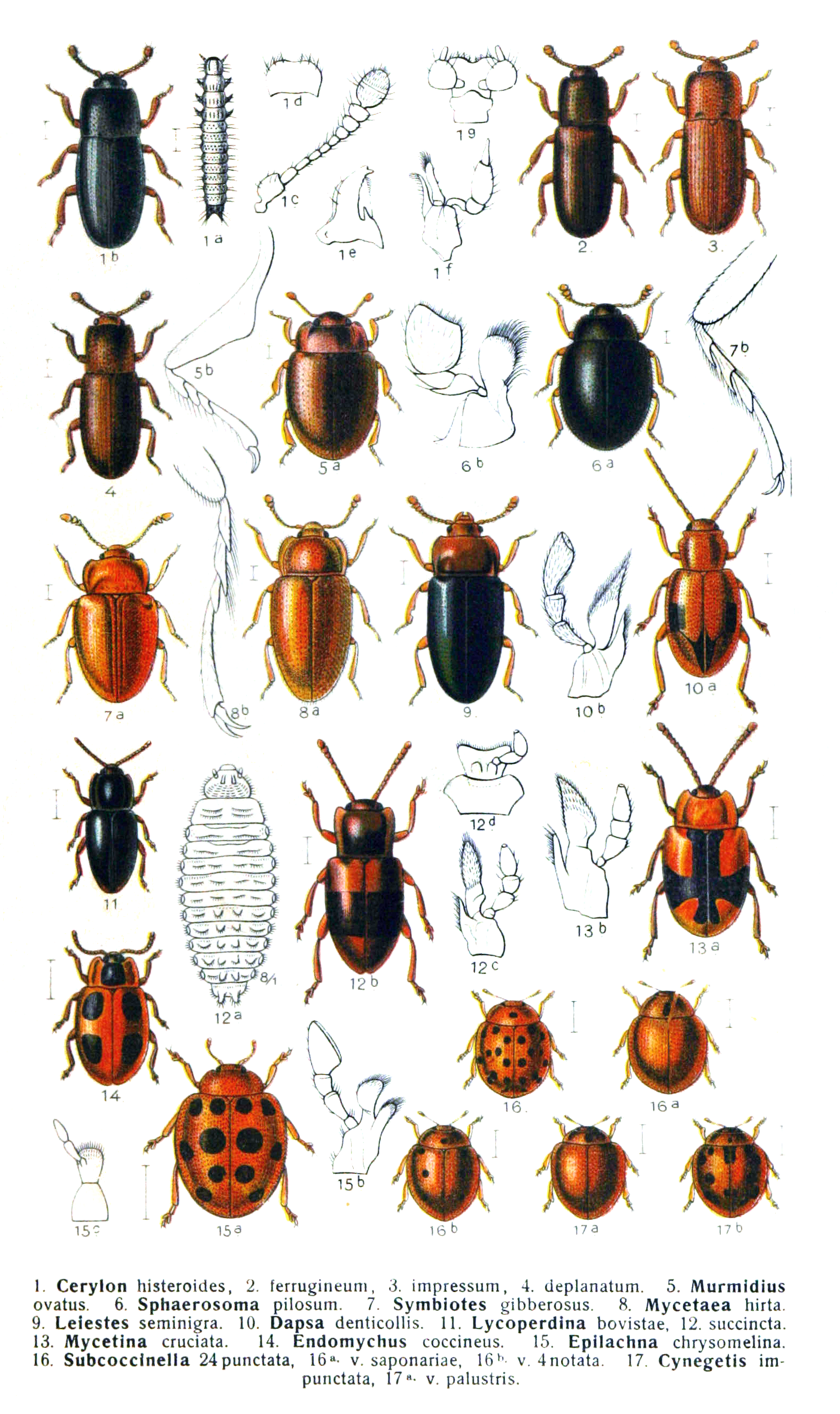
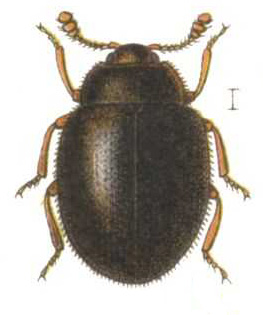